# 宋敏鎬
宋敏鎬（ソン・ミンホ、1963年 - ）とは、日本の詩人。心臓外科医。名古屋市生まれ。

## 経歴
1989年、名古屋大学医学部卒業。1984年から1987年まで「菊屋」同人。
1997年「ユリイカ」の新鋭詩人に選ばれる。
1998年『ブルックリン』で第3回中原中也賞を受賞。
2012年『真心を差し出されてその包装を開いてゆく処』で第14回小野十三郎賞を受賞。

## 著作
- 『ブルックリン』青土社 1998 第一詩集
- 『ヤコブソンの遺言』青土社 1998 第二詩集
- 『パントマイムの虎』青土社 2002 第三詩集
- 『真心を差し出されてその包装を開いてゆく処』青土社 2011 第四詩集